# Муромский округ
Му́ромский о́круг — административно-территориальная единица Нижегородского края, существовавшая в 1929—1930 годах. Административный центр — город Муром.

## История
Муромский округ был образован 15 июля 1929 года в составе Нижегородского края.
30 июля 1930 года Муромский округ, как и большинство остальных округов СССР, был упразднён, его районы отошли в прямое подчинение Нижегородского края.

## Административное деление
Округ был разделён на 9 районов:
- Ардатовский,
- Вачский,
- Вознесенский,
- Выксунский,
- Кулебакский,
- Ляховский,
- Муромский,
- Павловский,
- Фоминский.